# Adelberg (Sigmarszell)
Adelberg (mundartlich: Aadlbeǝg, Aadəlberg(er)) ist ein Gemeindeteil der Gemeinde Sigmarszell im bayerisch-schwäbischen Landkreis Lindau (Bodensee).

## Geographie
Der Weiler liegt circa vier Kilometer nordöstlich des Hauptorts Sigmarszell. Südlich der Ortschaft verläuft die Bundesstraße 308 (Queralpenstraße). Ebenfalls südlich befindet sich das Naturschutzgebiet Rohrachschlucht.

## Ortsname
Der Ortsname stammt vom Personennamen Adelber und bedeutet Ansiedlung des Adelbër.

## Geschichte
Adelberg wurde erstmals urkundlich im Jahr 1290 als Albero erwähnt. Im Jahr 1505 wurden vier Häuser im Ort gehörend zum Kloster Mehrerau gezählt. 1687 wurde der Ort im Zinsverzeichnis des Spital Lindau erwähnt. 1771 fand die Vereinödung Adelbergs mit sechs Teilnehmern statt. Der Ort gehörte einst dem Gericht Simmerberg in der Herrschaft Bregenz an.

### Burg Adelberg
Südöstlich der heutigen Ortschaft stand am Kinberg die Burg Adelberg. Im Jahr 1320 wurde sie im Besitz des Klosters Mehrerau erwähnt. Auf der Burg lebte vor dem Jahr 1249 die bekannte Guta von Adelberg, deren Leichnam der Legende nach auf einen mit Ochsen bespannten Karren gelegt wurde und dort, wo die Ochsen das erste Mal rasteten, eine Kirche erbaut wurde, die heutige Kirche von Niederstaufen. Im Jahr 1652 wurde der Burgstall als Ruine bekundet. Die Steine der Burg wurden vermutlich zum Bau des Gasthofs Löwen in Niederstaufen verwendet.